# 히에로니무스
에우세비우스 소프로니우스 히에로니무스(라틴어: Eusebius Sophronius Hieronymus, 347년 - 420년 9월 30일) 또는 예로니모, 제롬(영어: Jerome)은 기독교 성직자이다.. 제1차 니케아 공의회 이후의 보편교회 신학자이자 4대 교부 중 한 사람으로서 특히 서방교회에서 중요한 신학자이다. 라틴어 번역 성경인 불가타 성경의 번역자로 잘 알려져 있다. 그의 이름은 고대 그리스어 '히에로뉘모스(Ἱερώνυμος →신성한 사람)'에서 유래한다. 서방교회 지역의 중요한 신학자이다. 현재 천주교회에서는 중요한 성인으로 추대하는 교회박사 가운데 한 사람이다. 축일은 9월 30일. 흔히 상체를 벗은 은수자로서 펜을 들고 저술에 몰두하거나 돌로 가슴을 치는 모습으로 표현된다. 상징물은 십자가·해골·모래시계·책·두루마리이며, 학자·학생·고고학자·서적상·순례자·사서·번역가·수덕생활을 하는 사람의 수호 성인이다.

## 행적

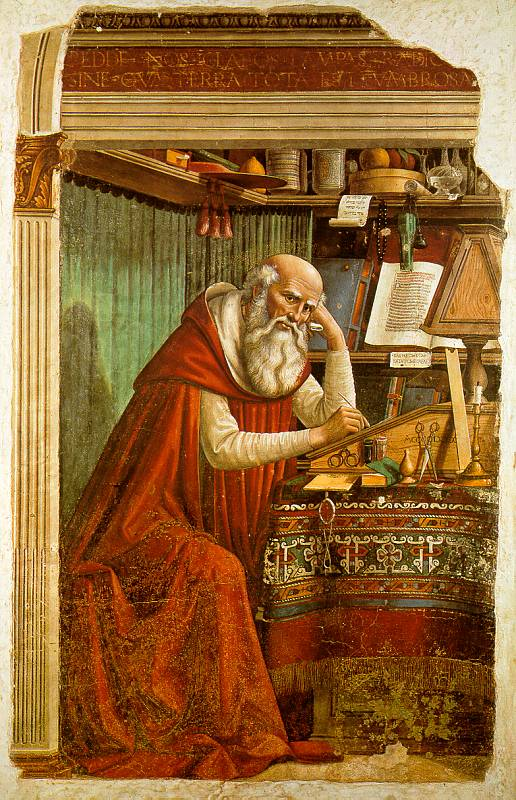
공부에 열중하는 히에로니무스.

347년경 로마 제국의 판노니아 국경 근처에 있는 달마티아의 아퀼레이아 교외인 스트리돈이라는 마을(지금의 크로아티아)에서 태어났다. 그를 사람들은 농담삼아 "태어날 때부터 노인이었다"고 말했다. 양친 모두는 무척 부유하고 신실한 기독교인이었으나, 히에로니무스는 어릴적부터 하느님을 온전히 믿은 기독교인이 아니었다. 354년경 히에로니무스는 로마에서 저명한 문법학자로 소문난 엘리우스 도나투스의 문하생으로 들어가 수사학과 고전문학, 특히 키케로와 비질리오의 라틴어 고전문학에 대해 공부하였다..
당시 로마 제국은 콘스탄티누스 1세에 의해 기독교가 공인된 지 40년이라는 세월이 흘렀었지만 아직도 도처에 그리스-로마 문명의 다신교를 신봉하는 자들이 남아있었고 히에로니무스 또한 처음에는 이러한 로마제국의 전통적 사상에 관심을 두었다.
중병에 걸려 병상에 눕게 되자 그는 이것이 신이 내린 징벌이라 생각하고 비로소 자신의 죄를 반성하게 되었는데 그 후 갑자기 병이 치유되었으며 그로 인해 기독교 신앙에 대해 관심을 갖게 되었다고 한다. 그는 주일마다 성지 순례, 특히 카타콤베를 방문하였다. 그러다가 그는 360년에 로마 대주교 리베리오로부터 세례를 받고 로마를 떠나 게르마니아 지역의 트레비스 시로 가서 연구 활동을 이었고, 이후 다야한 지역을 여행하며 370년경 고향인 아퀼레이아로 돌아와 수도사가 되었다. 이때 그는 테르툴리아누스, 키프리아누스, 힐라리오 등 유명한 라틴 교부들의 저서를 탐독하였다.
373년에 예루살렘을 순례한 뒤 안티오키아로 건너가서 라오디게이아의 아폴리나리스 주교에게서 성경 주석 방법과 헬라어를 배웠고, 그런 도중에 예수 그리스도의 환시를 경험하게 되었다고 한다. 당시 열병을 앓고 있었던 그는 환시 이후 완쾌되었다고 전하며 환시에 따라 은둔하며 수도에만 전념하기로 결심하였다. 안티오키아 동편에 있는 카르치스의 광야로 가서 그곳에 사는 많은 은수자들과 더불어 4년 동안 기도와 고행, 공부에만 힘쓰며 수년간 은수 생활을 하였다고 전해진다. 이 기간 동안 그는 은수생활을 지속할지, 연구를 지속할지 고민하곤 하였다. 꿈 속에 예수가 나타나 그에게 “너는 키케로의 추종자이지, 그리스도인이 아니다. 네 보화가 있는 곳에 네 마음이 있기 때문이다”라고 꾸중했다고 한다.

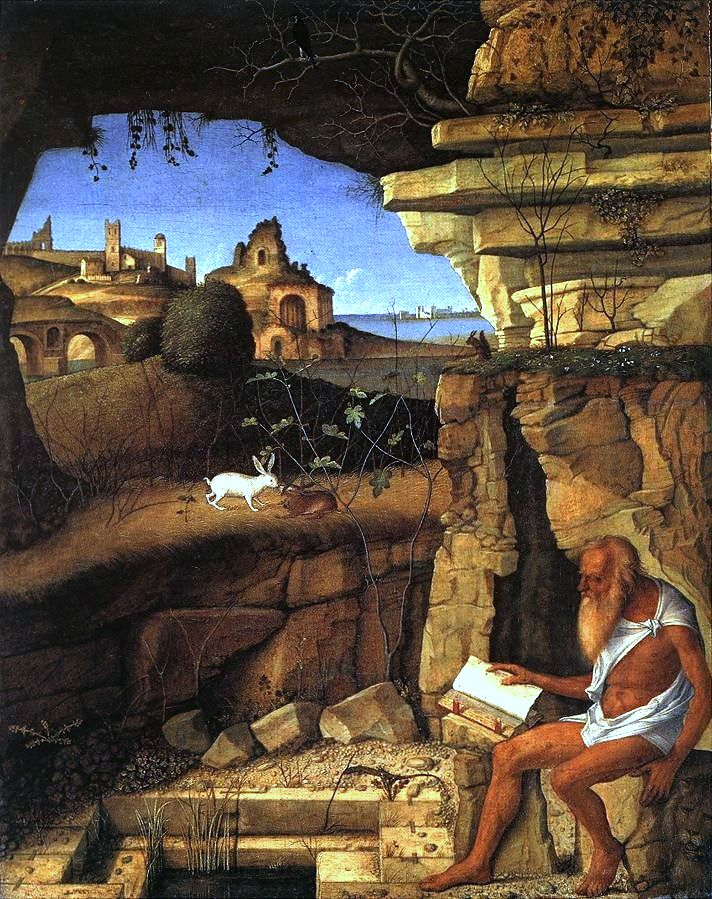
책을 읽는 히에로니무스

꿈에서 깨어난 그는 자신이 받는 유혹을 뿌리치기 위한 한 방편으로 어느 유대교 랍비로부터 히브리어를 배워 연구를 하였으며, 테베스의 성 바울로에 관한 전기를 집필하였다.
그 후 은둔 수도사들 사이에서 아리우스의 이단 여부에 관한 문제로 서로 대립하여 분열하는 상황이 일어나자 환멸을 느낀 히에로니무스는 379년에 광야에서 나와 안티오키아로 돌아와서 일정한 지역 교회를 맡지 않는다는 조건으로 파울리누스 주교에게서 성직 안수인 사제 서품을 받았다. 그는 파울리누스를 지원하려는 목적에서 멜레시아누스의 이단 논쟁에 개입하였다. 이때부터 그는 대부분의 시간을 성경의 라틴어 번역에만 보냈으나, 그 당시 보편교회와 서방교회의 전통에 반대하는 논제들에 대해 변론을 했다. 마리아의 동정성 부인이나 사제 독신 철폐, 성인들의 유해 공경 반대에 대해서 반박하는 글을 집필하기도 하였다.

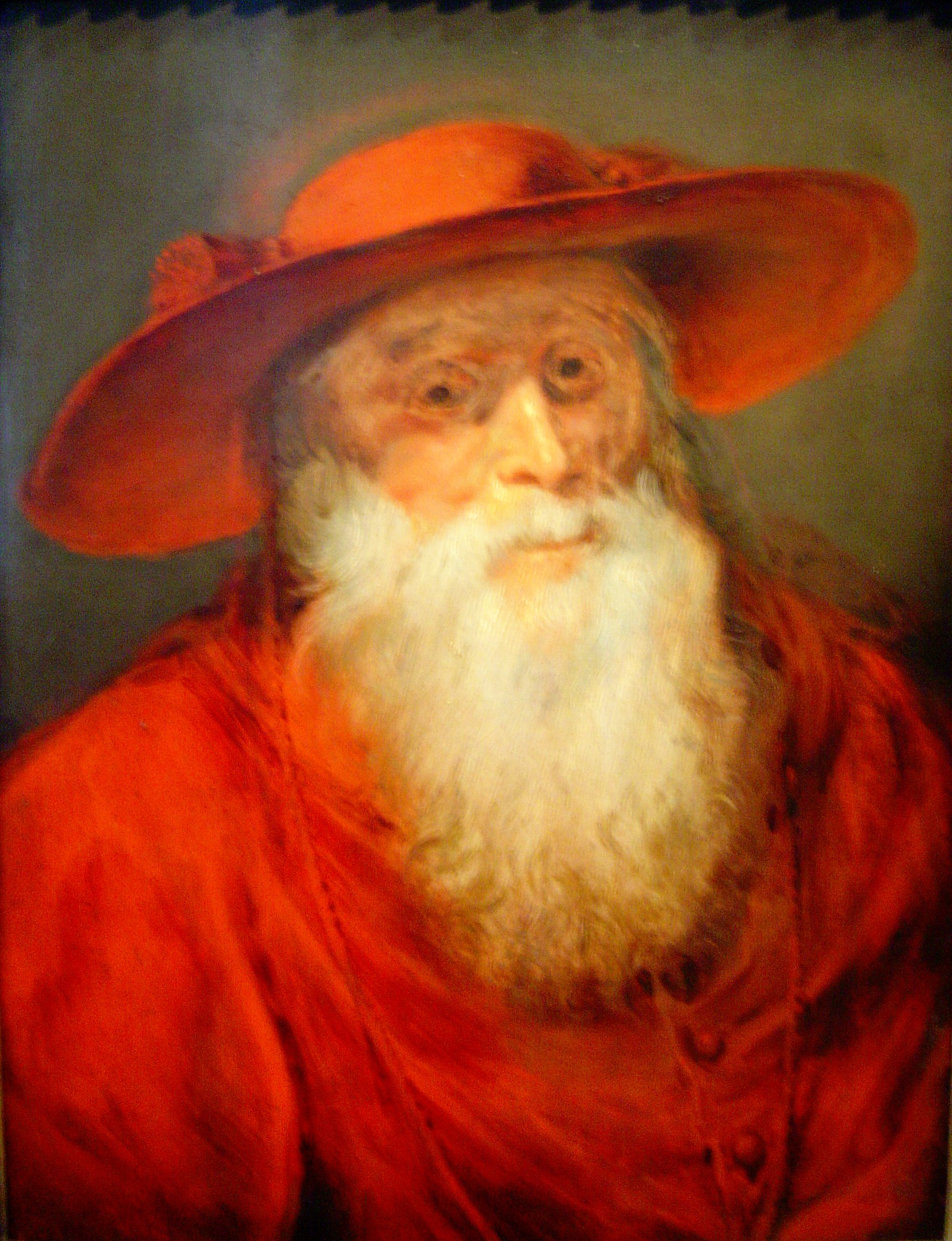
성 제롬, 페테르 파울 루벤스 그림, 1625–1630

이듬해에 히에로니무스는 콘스탄티노폴리스에 가서 나지안조의 그레고리오스 주교의 강의를 듣고 알레고리 성경해석인 오리게네스의 성서 주석 방법에 매료되었으며, 니사의 그레고리오스 주교와도 교류를 가졌다. 이때 그는 나지란조의 그레고리오스의 권유로 오리게네스의 기독교 옹호 서적과 유세비우스의 교회사 등의 문헌들을 코이네 그리스어에서 라틴어로 번역하였다. 그의 뛰어난 외국어 학식은 곧 세상에 널리 유명세를 띠게 되어, 로마교회까지 알려졌다. 382년에는 파울리누스와 에피파니우스와 함께 로마로 가서 로마교회 회의에 참석하고, 자신은 로마 교황 다마소 1세의 비서가 되어 그를 보좌하게 되었다. 히에로니무스의 학식에 대한 소문을 익히 들었던 다마소 1세는 그에게 성서를 라틴어로 새로 번역하는 대업을 맡겼다. 이미 로마교회에는 라틴어로 번역된 성서가 여러 개 있었지만, 다마소 1세는 로마교회에서 공식적으로 인정할 수 있는 유일한 라틴어 성서본을 만들고 싶었던 것이다.
로마 대주교의 제의에 따라 히에로니무스는 4개의 복음서와 파울로 서신 그리고 시편의 라틴어 사본을 만들기 시작하면서, 성모 마리아가 예수 외에도 여러 명의 자녀를 두었다고 주장한 헬비디우스의 이론에 반박하는 글을 쓰기도 하였다.
또한 그는 당시 로마제국의 사회풍토를 사치와 냉담이 만연하다고 비평하며 대주교 및 상류층 인물의 지원으로 귀족 부인들에게 올바른 기독교인의 삶과 성서 연구를 가르쳤다. 또한 시민들을 상대로 기독교인으로서 생활과 성직자와 수도생활의 이상에 대한 관심을 갖도록 활동하였다. 하지만 주위 일부 동료는 히에로니무스가 귀부인들 집에 드나든다며 비난하였다.

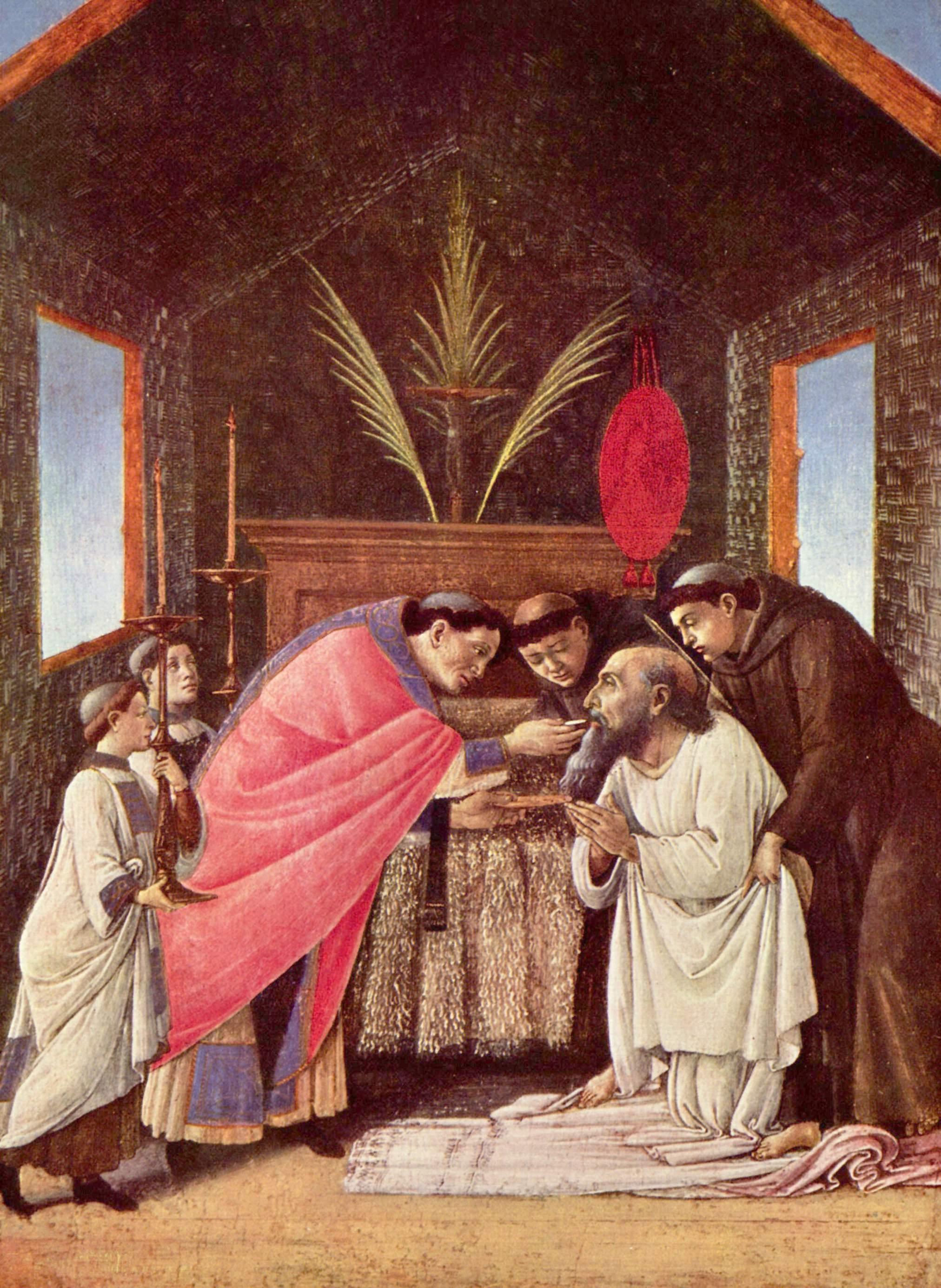
영성체 하는 히에로니무스.

히에로니무스의 강력한 후원자였던 교황 다마소 1세가 선종하고, 반대자들이 온갖 악소문을 퍼뜨리자, 견디다 못한 그는 로마를 떠나야 했다. 그는 안티오키아로 다시 가서 자신을 따르는 사람들과 모임을 가졌고, 이집트의 니트리아 사막의 은수자들을 방문하였다. 386년에는 팔레스타인으로 와서 베들레헴에 정착하였다. 거기에서 그는 여가를 이용해 라틴어 성서 번역 사업을 재개하기로 결심하고, 386년부터 404년까지 번역을 완수하였다. 406년 라틴어 성경 사본을 작성하여 이를 로마제국 지역에 배포하였는데 이것이 현재의 불가타역 라틴어 성서이다.
394년 그는 아우구스티누스와 연대하여 당시 교회의 골칫거리였던 펠라기우스 파를 몰아내는 데 성공하였다. 이에 앙심을 품은 펠라기우스 지지자들이 416년에 무장을 하고, 베들레헴 수도원에 쳐들어와 수도원을 불태우고 그를 해치려고 하였으나, 무사히 빠져나와 목숨을 부지하였다.

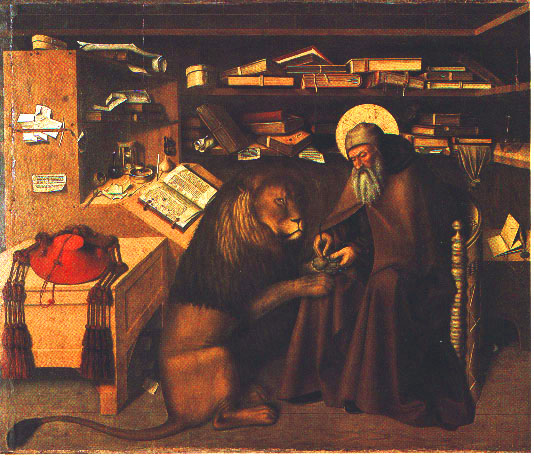
사자의 발에 박힌 가시를 빼주는 히에로니무스.

히에로니무스는 420년 9월 30일 80살의 나이에 베들레헴의 수도원에서 숨을 거두었다. 그의 유해는 현재 로마에 있는 산타 마리아 마조레 대성당에 안장되어 있다.

## 전설
한편 히에로니무스에 관한 유명한 전설이 하나 있는데, 그것은 어느 날 사자 한 마리가 절룩거리며 그에게 다가와 앞발을 내밀어 그가 자세히 보니 거기에 커다란 가시가 박혀져 있었다. 그래서 그가 가시를 빼주자 사자는 고맙다는듯이 히에로니무스의 몸에 머리를 비비고 이후 죽을 때까지 단 한번도 히에로니무스의 곁을 떠나지 않고 그를 지켰다고 한다.

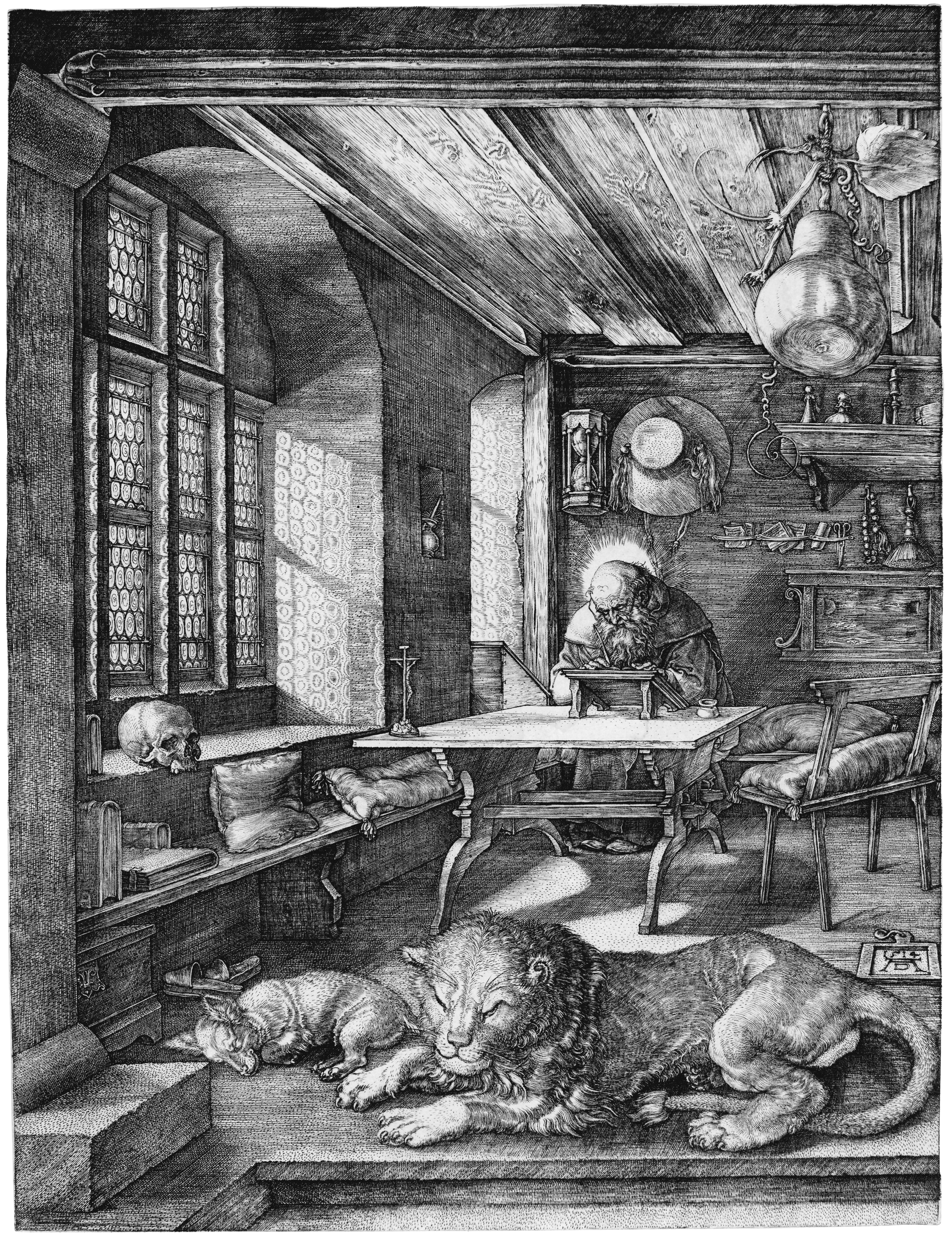
알브레히트 뒤러가 새긴 히에로니무스의 모습. 아래에 사자가 보인다.

## 성경 번역
성 히에로니무스의 가장 큰 업적은 391년부터 406년까지 계속된 성경의 라틴어 번역이었다. 391년부터 신약성경을 그리스어에서 라틴어로 직접 번역하고, 구약성경의 경우에는 처음에는 신약과 마찬가지로 그리스어 70인역에서 번역하였으나, 3차 번역에서 히브리어 원문에서 라틴어로 직접 번역한다는 원칙을 세우고, "70인역"(Septuaginta)을 배척하는 유대인 랍비들과 토론을 벌이면서 새로 번역하였다. 406년까지 계속된 작업으로 번역된 라틴어 성경은 13세기 이후 널리 쓰이는 번역본이라는 의미에서 'versio vulgata'라는 이름으로 불렸으며, 이를 줄여 불가타판이라 한다. 불가타판은 원문에 매우 충실하고 정확한 번역일 뿐만 아니라 대중이 쉽게 읽을 수 있는 라틴어로 되어 있었으므로 5세기 이후 기독교 사회에서 널리 보급되었으며, 1546년 트리엔트 공의회에서 천주교회는 불가타판 번역을 공식적인 성경으로 인정했다.
그러나 이 와중에 교회와의 갈등도 있었으니, 이른바 외경이 그것이다. 히에로니무스는 70인역에는 있지만 타나크라고 하는 히브리어 원전에는 없는 몇몇 문헌들에 대해 동방교회 교부들의 입장에 따라서 부정적인 입장을 견지하였다. 불가타 성경의 번역시 그는 타나크만 번역하고, 외경들은 번역을 회피하였다. 하지만 내외적으로 번역의 압력이 가중되자, 그는 마지못해 외경들을 번역하면서, 교회의 책이라고 정경과 구분하여 언급하였으며, 불가타 성경 서문에 교회의 책들에 대하여 '읽어서 신앙에 유익하지만 교리를 도출하면 안된다'라고 하여 동방교회 교부들의 관점에 동조하였다.

## 같이 보기
- 성경 번역
- 교부
- 펠라기우스 (4세기)